# Världsmästerskapen i bordtennis 2001
 Världsmästerskapen i bordtennis 2001 spelades i Osaka under perioden 23 april-6 maj 2001.
Med tävlingarna återgick man till att samla individuella tävlingar och lagtävlingar på samma plats och tidpunkt för första gången sedan 1997.

## Resultat

### Lag
| Disciplin            | Guld                                                          | Silver                                                                                | Brons                                                                                |
| Herrarnas lagtävling | Kina Kong Linghui Liu Guoliang Liu Guozheng Ma Lin Wang Liqin | Belgien Martin Bratanov Marc Closset Andras Podpinka Jean-Michel Saive Philippe Saive | Sydkorea Joo Se-Hyuk Kim Taek-Soo Lee Chul-Seung Oh Sang-Eun Ryu Seung-Min           |
| Herrarnas lagtävling | Kina Kong Linghui Liu Guoliang Liu Guozheng Ma Lin Wang Liqin | Belgien Martin Bratanov Marc Closset Andras Podpinka Jean-Michel Saive Philippe Saive | Sverige Fredrik Håkansson Peter Karlsson Magnus Molin Jörgen Persson Jan-Ove Waldner |
| Damernas lagtävling  | Kina Li Ju Sun Jin Wang Nan Yang Ying Zhang Yining            | Nordkorea Kim Hyang-Mi Kim Hyon-Hui Kim Mi-Yong Kim Yun-Mi Tu Jong-Sil                | Japan Junko Haneyoshi An Konishi Yuka Nishii Keiko Okazaki Yoshie Takada             |
| Damernas lagtävling  | Kina Li Ju Sun Jin Wang Nan Yang Ying Zhang Yining            | Nordkorea Kim Hyang-Mi Kim Hyon-Hui Kim Mi-Yong Kim Yun-Mi Tu Jong-Sil                | Sydkorea Jun Hye-Kyung Kim Moo-Kyo Lee Eun-Sil Ryu Ji-Hae Suk Eun-Mi                 |

### Individuellt
| Disciplin   | Guld                  | Silver                    | Brons                          |
| Herrsingel  | Wang Liqin            | Kong Linghui              | Chiang Peng-lung               |
| Herrsingel  | Wang Liqin            | Kong Linghui              | Ma Lin                         |
| Damsingel   | Wang Nan              | Lin Ling                  | Zhang Yining                   |
| Damsingel   | Wang Nan              | Lin Ling                  | Kim Yun-Mi                     |
| Herrdubbel  | Wang Liqin Yan Sen    | Kong Linghui Liu Guoliang | Chang Yen-shu Chiang Peng-lung |
| Herrdubbel  | Wang Liqin Yan Sen    | Kong Linghui Liu Guoliang | Kim Taek-Soo Oh Sang-Eun       |
| Damdubbel   | Li Ju Wang Nan        | Sun Jin Yang Ying         | Zhang Yingying Zhang Yining    |
| Damdubbel   | Li Ju Wang Nan        | Sun Jin Yang Ying         | Mayu Kawagoe Akiko Takeda      |
| Mixeddubbel | Qin Zhijian Yang Ying | Oh Sang-Eun Kim Moo-Kyo   | Liu Guoliang Sun Jin           |
| Mixeddubbel | Qin Zhijian Yang Ying | Oh Sang-Eun Kim Moo-Kyo   | Zhan Jian Bai Yang             |

### Fotnoter
1. ↑  ”World Championships Results”. ITTF Museum. Arkiverad från originalet den 11 maj 2012. https://web.archive.org/web/20120511103023/http://www.ittf.com/museum/results/WorldChresults.html. Läst 7 april 2012.
2. ↑  ”ITTF Statistics”. ittf.com. Arkiverad från originalet den 4 mars 2016. https://web.archive.org/web/20160304224629/http://www.ittf.com/ittf_stats/All_events4.asp?Competition_ID=308. Läst 7 april 2012.